# Cantonul Saint-Cernin
Cantonul Saint-Cernin este un canton din arondismentul Aurillac, departamentul Cantal, regiunea Auvergne, Franța.

## Comune
| Comune                   | Populație (1999) | Cod poștal | Cod INSEE |
| ------------------------ | ---------------- | ---------- | --------- |
| Besse                    | 143              | 15140      | 15269     |
| Freix-Anglards           | 195              | 15310      | 15072     |
| Girgols                  | 73               | 15310      | 15075     |
| Saint-Cernin             | 1 128            | 15310      | 15175     |
| Saint-Cirgues-de-Malbert | 226              | 15140      | 15179     |
| Saint-Illide             | 668              | 15310      | 15191     |
| Tournemire               | 145              | 15310      | 15238     |